# Maurice Thorez

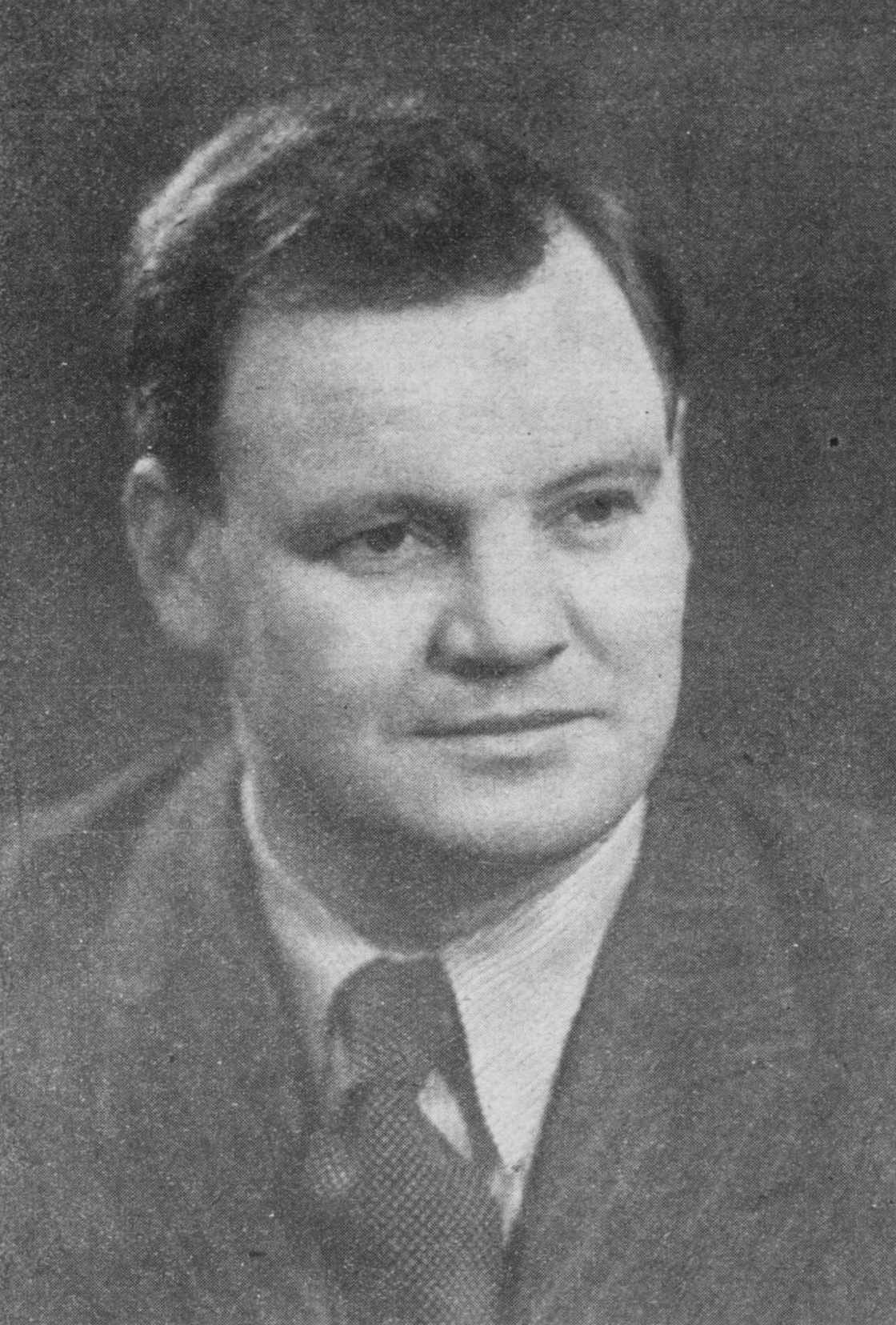
Maurice Thorez năm 1936

Maurice Thorez (28 tháng 4 năm 1900 – 11 tháng 7 năm 1964) là một chính trị gia người Pháp và là nhà lãnh đạo Đảng Cộng sản Pháp (PCF) từ năm 1930 cho đến khi ông mất. Từ 1946 đến 1947 ông giữ chức phó Thủ tướng Pháp.

## Tiểu sử
Thorez sinh ra tại Noyelles-Godault, Pas-de-Calais. Năm 12 tuổi ông đã là công nhân mỏ than. Ông gia nhập Chi bộ Pháp của Quốc tế Công nhân (SFIO) (mà sau nay trở thành Đảng Cộng sản Pháp) năm 1919 và đã bị bắt giam nhiều lần vì các hoạt động chính trị của mình. Năm 1923 ông trở thành bí thư đảng rồi năm 1930 là tổng bí thư đảng, chức vụ mà ông nắm giữ cho đến khi mất. Thorez đã được nhà lãnh đạo Liên Xô Joseph Stalin ủng hộ để làm lãnh đạo Đảng Cộng sản Pháp sau khi nhiều đảng Cộng sản bên ngoài Liên Xô bị chia rẽ với việc Stalin mâu thuẫn với Leon Trotsky. Tuy chính thức là một nhà lãnh đạo, Thorez bị bí mật kiểm soát bởi Đệ Tam Quốc tế và Eugene Fried.